# Stazione di Catania Centrale
La stazione di Catania Centrale è la principale stazione di Catania. È situata in piazza Papa Giovanni XXIII, nella quale confluiscono alcune tra le arterie viarie più importanti e trafficate della città.
La stazione è posta sulla linea per Siracusa, ed è formalmente origine delle linee verso Agrigento e Gela. È inoltre dotata di un proprio deposito locomotive, e di un raccordo con il porto cittadino.

## Storia

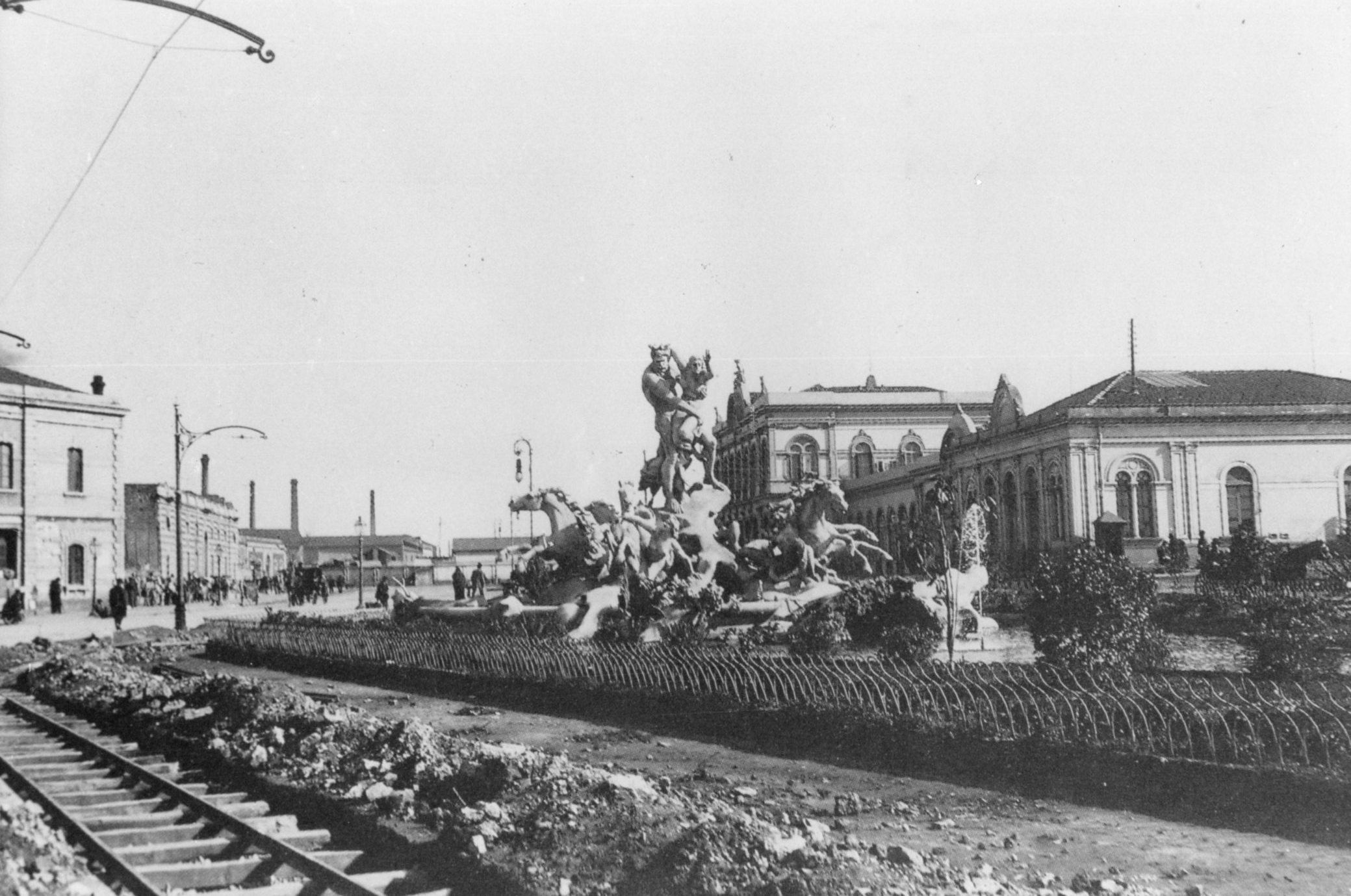
La stazione dal lato della fontana di Proserpina, intorno al 1903

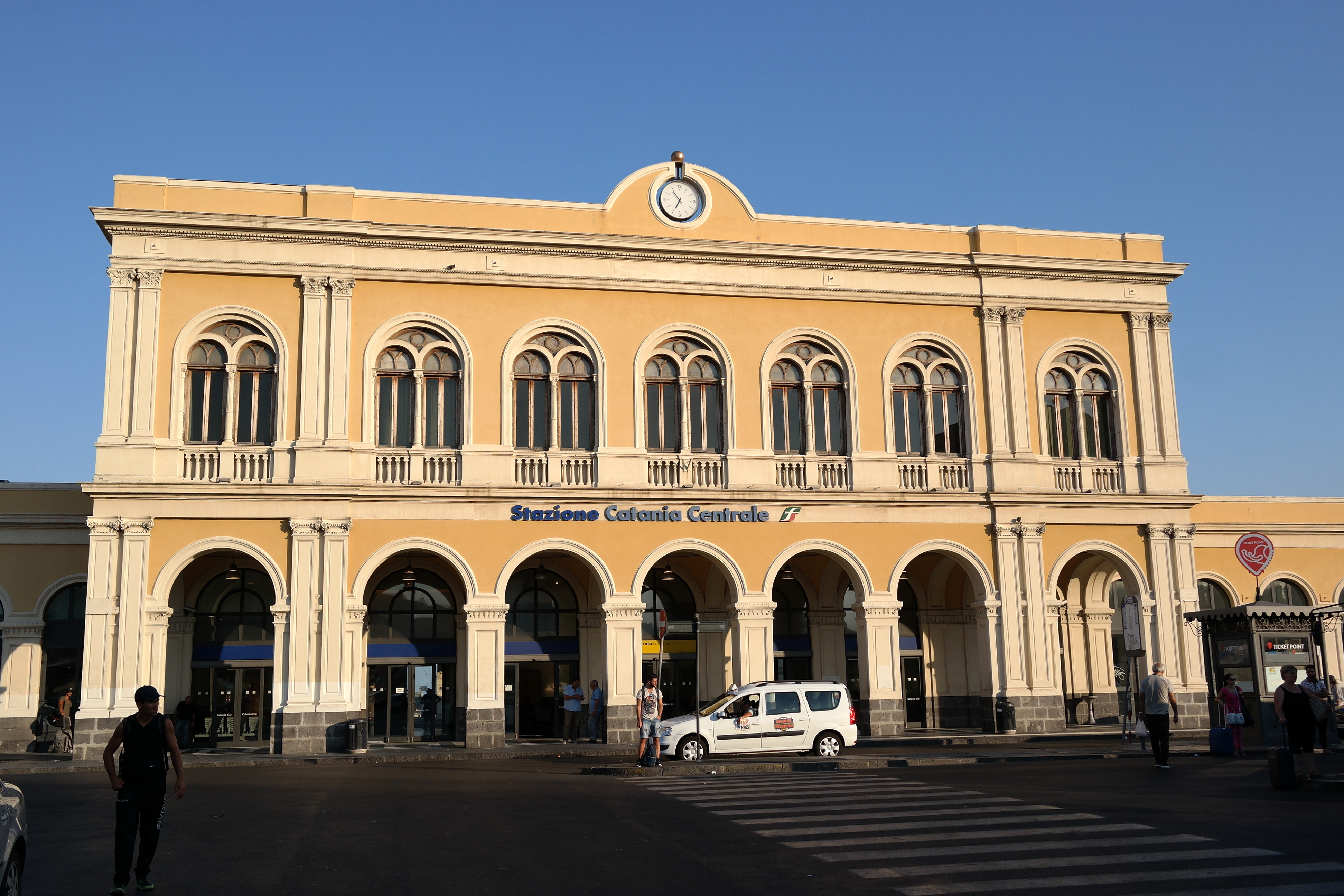
Prospetto principale (lato strada)

La stazione di Catania Centrale, venne costruita nell'ambito del programma di costruzioni ferroviarie intrapreso in Sicilia con la costituzione della Società Vittorio Emanuele, e proseguito con la Società per le Strade Ferrate della Sicilia, detta anche "Rete Sicula". Faceva infatti parte del progetto per connettere (mediante la strada ferrata), l'estremo lembo nord della Sicilia e il porto di Messina alle zone produttive della fascia orientale e zolfifere di quella centro-orientale dell'Isola. La stazione venne costruita nella stessa zona delle raffinerie di zolfo, ove ora sorge il "Centro fieristico le Ciminiere", e venne inaugurata il 24 giugno 1866, ma aperta al traffico regolare dal 3 gennaio 1867, giorno in cui venne aperto all'esercizio il tronco ferroviario Giardini-Catania della ferrovia Catania–Messina (il cui primo tratto era stato inaugurato meno di un mese prima). Il 1º luglio 1869, la stazione di Catania veniva collegata al fascio binari del porto della nuova Stazione di Catania Marittima, mediante un raccordo in discesa lungo 914 metri. L'edificio di stazione costruito dalla Vittorio Emanuele, era molto semplice e privo di tettoia, e solo dopo il 1870 si pose mano alla costruzione definitiva
Il fascio binari merci della stazione, venne interessato lato mare dal collegamento ferroviario a scartamento ridotto della Ferrovia Circumetnea, dalla fermata di Catania Gaito alla stazione di Catania Porto, attivato il 10 luglio 1898. Se fosse stata accolta la richiesta della FCE, la stazione avrebbe avuto un tratto a doppio scartamento con inserzione nell'ultimo tratto della Messina-Catania (a quel tempo gestita dalla Società Sicula). 
Venne invece costruito un viadotto in ferro a due travate per sovrappassare la detta linea ferrata all'altezza degli scambi di ingresso proseguendo il rilevato in discesa fino ad affiancarsi al XXIII binario del fascio merci della stazione con un semplice marciapiedi per la fermata proseguendo fino al porto quasi a filo del mare. Il viadotto in ferro venne demolito alla fine degli anni ottanta durante i lavori di costruzione del ramo di metropolitana.
Fino al 1913 la stazione era denominata semplicemente «Catania»; in tale anno assunse la nuova denominazione di «Catania Centrale».
La stazione ha subito un primo ampliamento all'inizio degli anni sessanta quando in conseguenza dell'elettrificazione della Messina-Catania è stato anche ampliato il fascio dei binari (lato Sud) con la creazione di una diga sul mare che ha consentito il prolungamento dei binari di stazione. Nell'occasione vennero realizzate anche le pensiline sui marciapiedi esterni. Un ulteriore ampliamento del fascio viaggiatori, portando da 7 a 9 i binari dedicati, è avvenuto a metà degli anni settanta in conseguenza della maggiore richiesta di trasporto pendolare. Nello stesso periodo gli apparati di stazione sono stati centralizzati in un'unica grande cabina di comando ACEI eliminando definitivamente le due vecchie cabine di comando ACI "A" e "B".
Il programma di ristrutturazione del "Nodo Catania" in corso di realizzazione prevede l'abbandono della localizzazione attuale del fascio binari, con l'interramento già approvato dei binari della stazione. Il fabbricato attuale tuttavia verrà conservato.

## Strutture e impianti

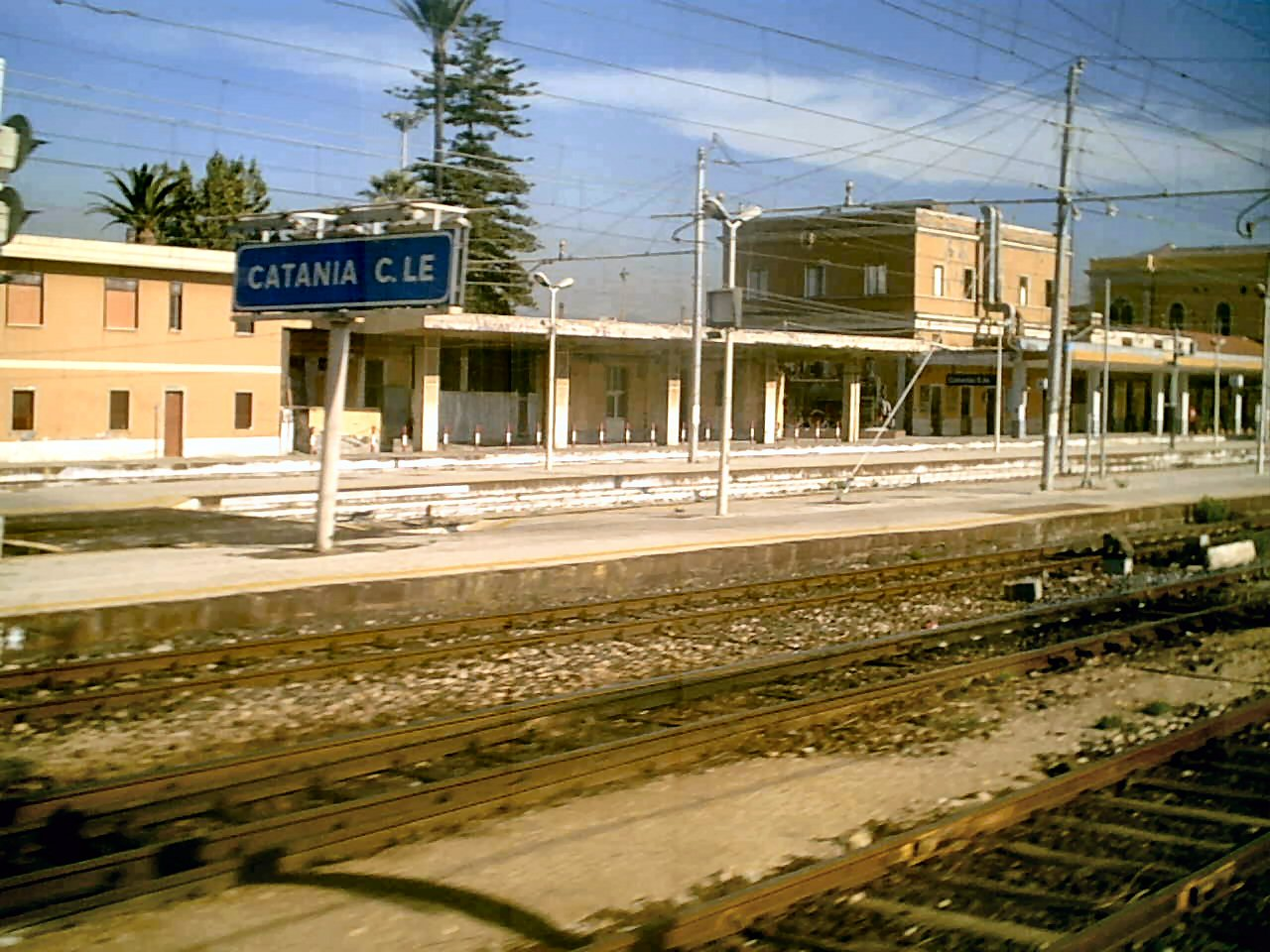
Il piazzale binari visto dalla Metropolitana in corsa quando era ancora in servizio la tratta in superficie Galatea-Porto.

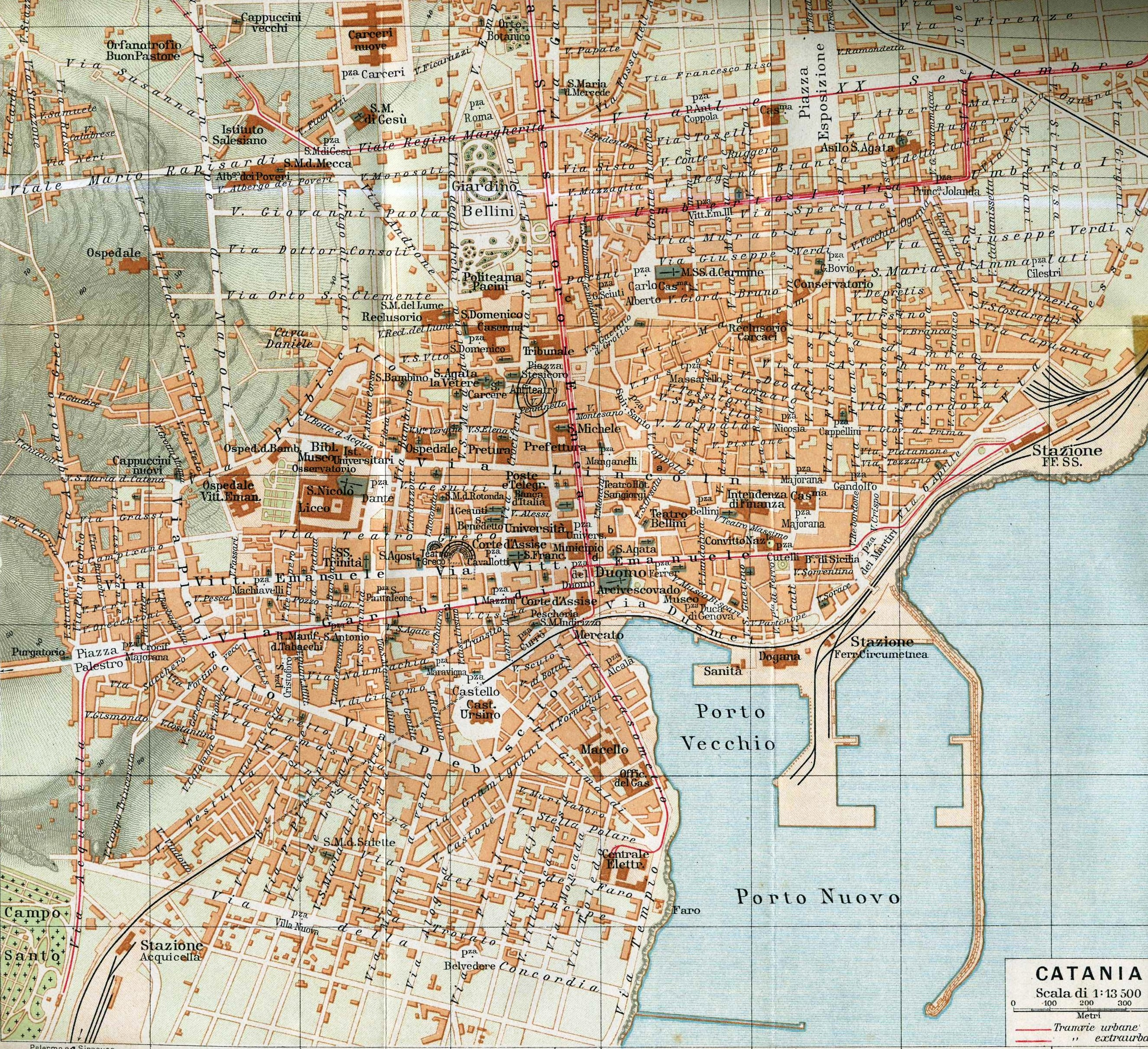
Mappa di Catania del 1919, con il percorso ferroviario (in nero) tra le due stazioni cittadine, gli Archi della Marina ed il tracciato tranviario (in rosso).

Il fascio binari comprende nove binari per servizio viaggiatori, muniti delle classiche pensiline in calcestruzzo armato, e un fascio di quindici binari per il servizio merci e di ricovero, con plateau di pulizia e lavaggio delle carrozze viaggiatori, ormai del tutto inattivo. Affiancato al fascio viaggiatori, sul lato a nord-ovest della stazione, è presente un fascio di binari tronchi per il carico e lo scarico di merci, e per l'imbarco delle automobili a seguito, inattivo da tempo a causa della soppressione dei servizi auto a seguito di Trenitalia. Lo scalo merci attiguo alla centrale, un tempo era fortemente utilizzato per il movimento dei carri merce in arrivo e in partenza, anche in conseguenza della presenza di numerose industrie di lavorazione e raffinazione di prodotti zolfiferi affiancate alla ferrovia. A est è presente un piccolo fascio binari, di cui uno attrezzato di segnali per le partenze di treni non molto lunghi, in direzione Acquicella.
Affiancata all'ultimo binario, ma separata da recinzione, si trovava la fermata della metropolitana di Catania, a cui si accedeva mediante il sottopassaggio centrale dell'edificio, soppressa in contemporanea all'apertura di una corrispondente, distaccata ed esterna alla stazione.
A nord-est della stazione si trova, collegato ad essa, il deposito locomotive di Catania, a cui si può accedere dai vari binari lato nord. Il binario 15 del servizio merci è direttamente collegato all'uscita del deposito.

### Architettura
La stazione di Catania Centrale consiste di un notevole fabbricato, sottoposto a vincolo dei Beni Culturali, in stile caratteristico "ferroviario", con un corpo centrale elevato a due piani, affiancato da due corpi laterali allungati. Dal lato della piazza, il corpo centrale si allarga in un loggione ad archi per la discesa protetta dei viaggiatori dalle carrozze a cavalli dell'epoca della costruzione, e fino a tempi abbastanza recenti utilizzato ancora per lo stesso uso ma con gli autoveicoli.
Ortogonalmente ad esso, a nord-ovest, al limite della piazza Giovanni XXIII, un altro edificio a tre piani di stile similare (ma di minor pregio), adibito essenzialmente ad uffici e servizi. L'edificio di stazione ha subito nel tempo numerosi rimaneggiamenti e restauri che ne hanno mutato la struttura interna in maniera molto consistente, conservandone invece l'aspetto esterno.
La posizione in cui è stata costruita, su una scogliera lavica detta del "Larmisi", alta circa 15 m s.l.m., formata dalla colata omonima risalente a 6-7 millenni addietro, consente una vista panoramica del golfo di Catania e del porto.
Adiacente alla stazione è il viadotto ferroviario a doppio binario, ad archi in muratura, detto "Archi della Marina", che sovrappassa le vie cittadine fin quasi all'inizio della galleria dell'Acquicella. Sul lato sud della Piazza Giovanni XXIII, si trova la monumentale Fontana di Proserpina, con un gruppo scultoreo in cemento che raffigura appunto il ratto della dea da parte di Ade. L'opera venne realizzata da Giulio Moschetti e inaugurata nel 1904.
Nel corso dell'ultimo decennio, l'edificio di stazione ha subito un radicale rinnovamento interno, nell'ambito dei progetti di valorizzazione del patrimonio immobiliare di Centostazioni, e un restauro esterno conservativo. La fruibilità interna ne è stata ampiamente aumentata mediante la realizzazione di un continuum ambientale di collegamento interno, operato mediante apertura di passaggi tra gli ambienti adiacenti alla piazza Giovanni XXIII. Sono stati realizzati ambienti ad uso commerciale per negozi, agenzie viaggi ed esercizi vari. L'uso di materiali edili come il basalto tagliato e la pietra calcarea chiara, si è perfettamente armonizzato all'esistente struttura.

## Servizi
La stazione è dotata di Ufficio relazioni con il pubblico, Ufficio Turistico, ed alcuni esercizi commerciali.
- Biglietteria a sportello
- Biglietteria automatica
- Sala d'attesa
- Bar
- Servizi igienici
- Ristorante
- Annuncio sonoro annunciante l'arrivo dei treni in arrivo, in partenza e in transito
- Sottopassaggio pedonale
- Ufficio informazioni turistiche
- Posto di Polizia ferroviaria
- Negozi

## Interscambi
La piazza esterna è il punto di interscambio con la stazione di Giovanni XXIII della Metropolitana di Catania, e le principali linee urbane dell'Azienda Municipale Trasporti (AMT) di Catania.
Nella parte centrale e settentrionale della piazza Giovanni XXIII, si trova il capolinea delle maggiori autolinee di trasporto interurbano, come AST, SAIS Autolinee e Interbus. Adiacente al fabbricato di stazione, vi è il servizio taxi.
- Fermata metropolitana (Giovanni XXIII)
- Fermata autobus
- Stazione taxi

## Locomotiva storica

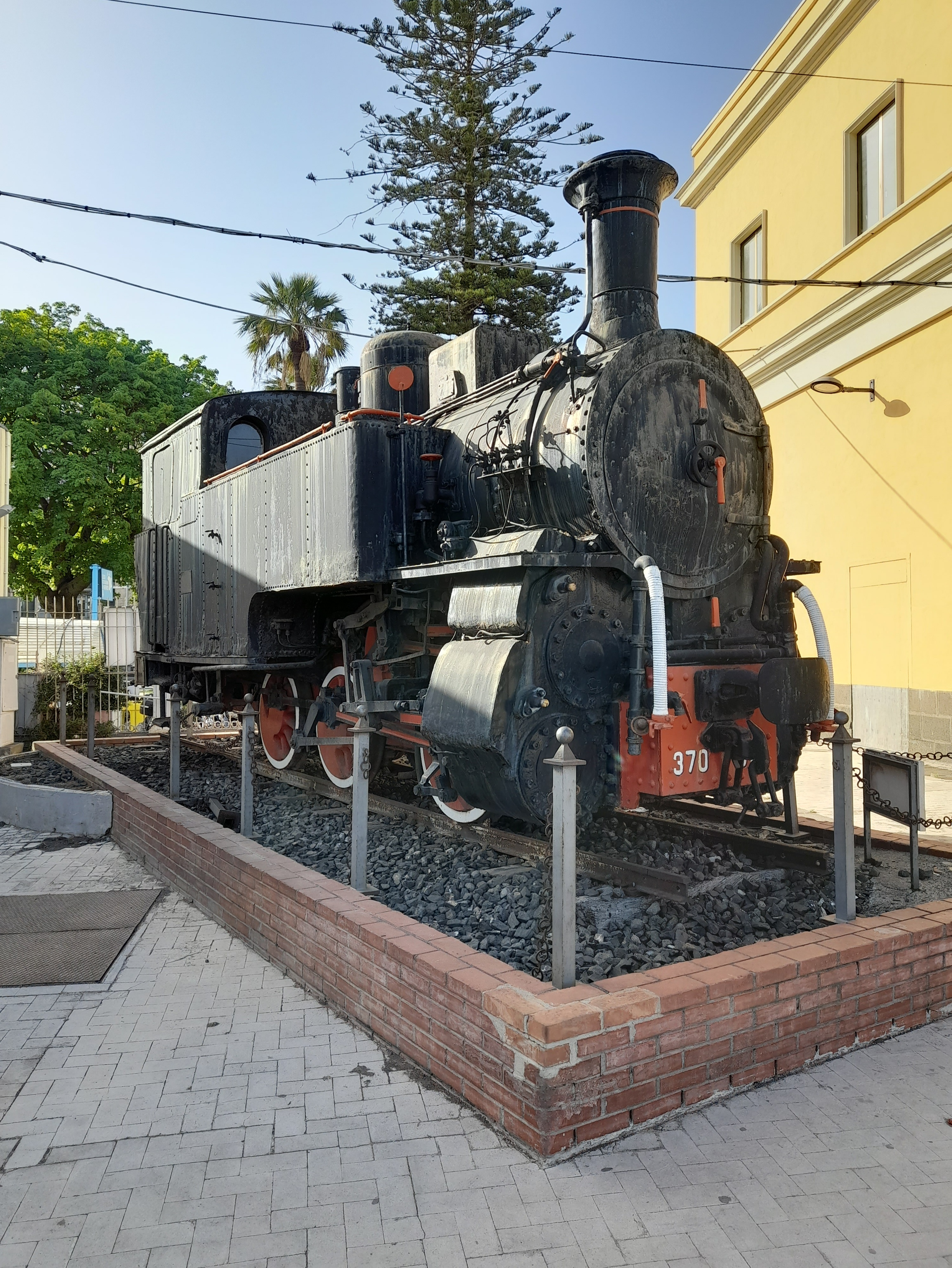
La locomotiva a vapore e a scartamento ridotto (950 mm), R.370.012, monumentata alla stazione di Catania Centrale.

A fianco dell'edificio di stazione, sul lato sud del marciapiede del primo binario, è esposta la locomotiva a vapore e a cremagliera R.370.012.

## Galleria d'immagini

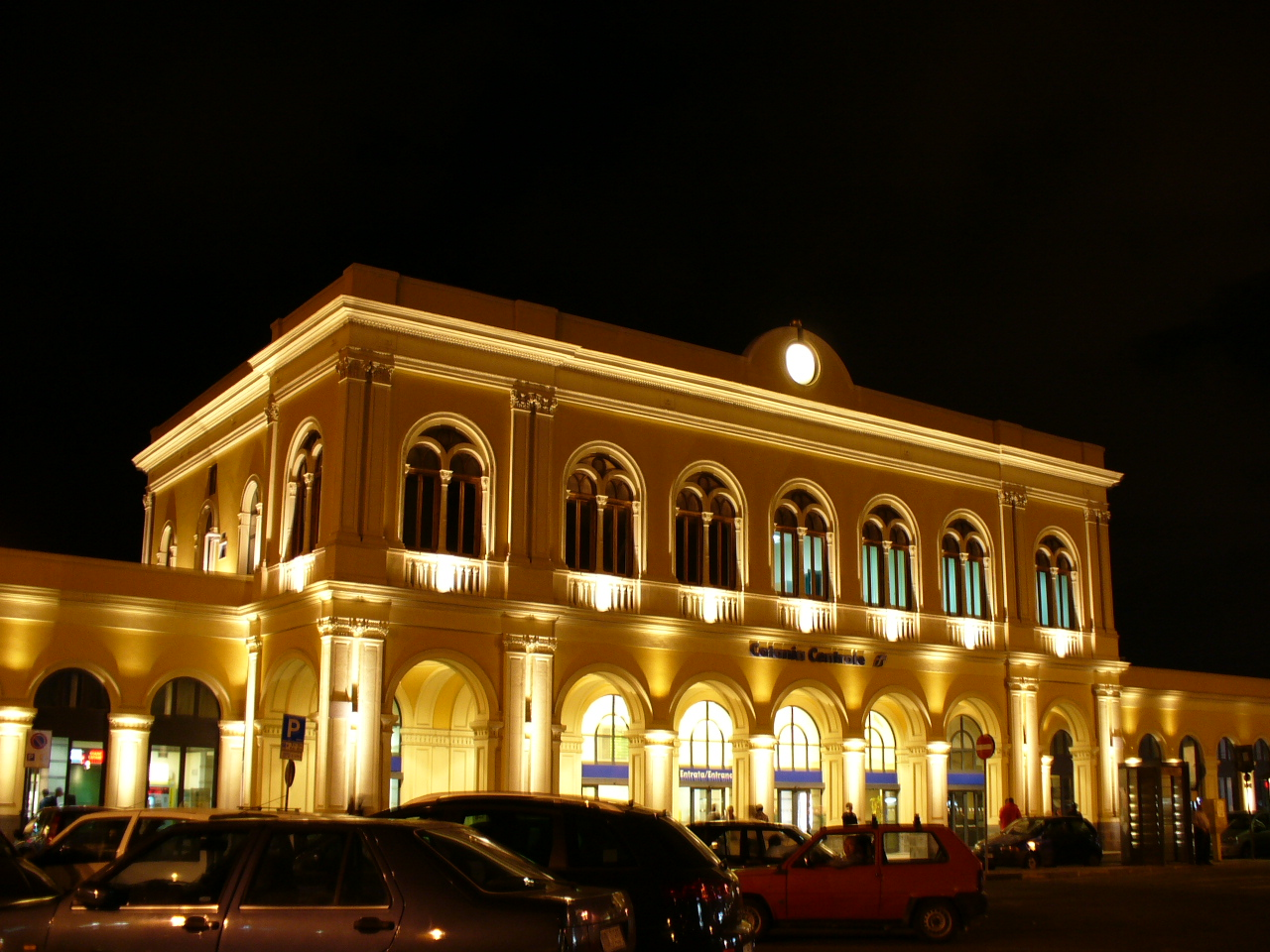
Il fabbricato viaggiatori visto dall'esterno.
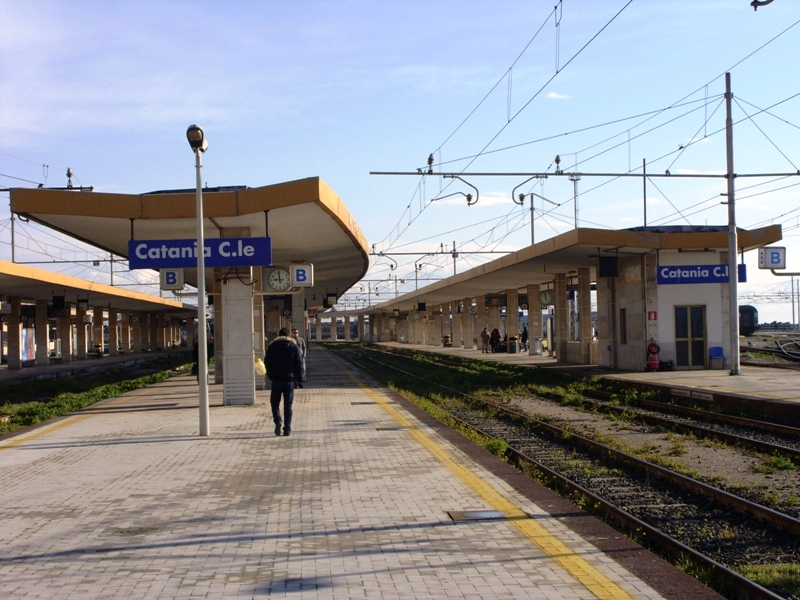
I binari, dal 6 al 9; sulla destra il fascio merci, dal binario 10 al 23.
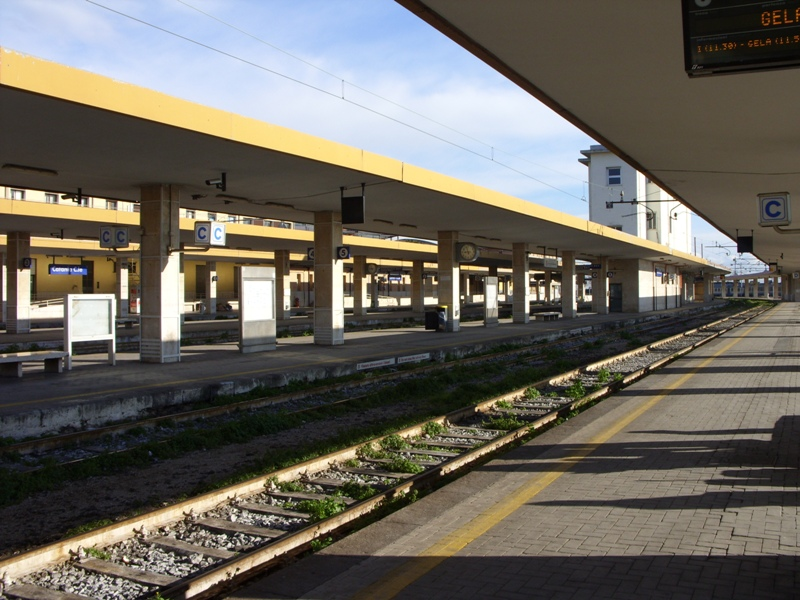
Il piazzale dei binari della stazione.
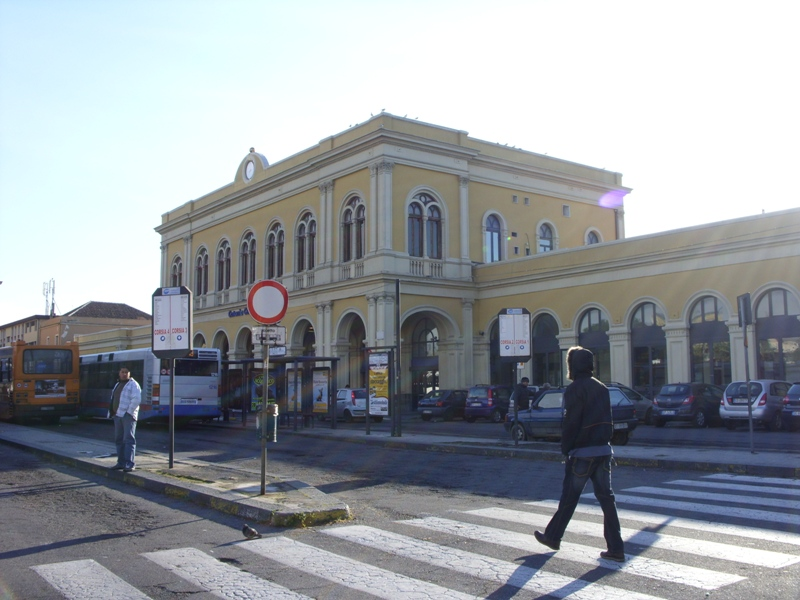
La stazione vista dal terminal dei bus.